# Zhang Peimeng
Zhang Peimeng (Pekín, China, 13 de marzo de 1987) es un atleta chino, especialista en la prueba de relevos 4 x 100 m, con la que ha logrado ser subcampeón mundial en 2015.

## Carrera deportiva
En el Mundial de Pekín 2015 gana la medalla de plata en relevos 4 x 100 m, con un tiempo de 38.01 segundos, tras los jamaicanos y por delante de los canadienses, siendo sus compañeros en el equipo chino: Mo Youxue, Xie Zhenye y Su Bingtian.